# Gilberto Alzate Avendaño
Gilberto Alzate Avendaño (Manizales, 10 de octubre de 1910-Bogotá, 26 de noviembre de 1960) fue un abogado constitucionalista, politólogo, escritor y político colombiano, miembro del Partido Conservador Colombianosiendo cabeza de la tendencia ultraderechista denominada alzatismo. y fundador y líder del movimiento ultraradical Acción Nacionalista Popular.  
Era apodado El Mariscal Rampante (es decir ambicioso) o simplemente El Mariscal. También se convirtió en un referente para los grupos supremacistas blancos en Colombia, tanto de su tiempo como en la actualidad, quienes lo llamaban El Haz Godo, por el sistema ideológico del mismo nombre. Su ideología sirvió como inspiración para el discurso ideológico del grupo neonazi Tercera Fuerza.
Su ideario estuvo influenciada por el nazismo y por el falangismo a la española y en general se caracterizó por sus posiciones de extrema derecha. Fue secretario general del partido y uno de los directores de la colectividad durante los años 1950.
Lideró el grupo Acción Nacionalista Popular, que pretendió representar el ideario del movimiento filofascista los Leopardos. Fue embajador de Colombia ante la España de Franco. Perteneció a la Academia Colombiana de la Lengua.

## Biografía
Gilberto Alzate Avendaño nació en Manizales, el 10 de octubre de 1910, en el seno de una familia de clase media conservadora.
Egresó del Colegio de Cristo, para luego cursar una carrera en ciencias políticas en la Universidad de Antioquia, obteniendo el bachillerato en 1928, y posteriormente doctorándose en Derecho y Ciencias Políticas en 1936. Como abogado era especialista en derecho constitucional, derecho mercantil y derecho minero y tenía en su natal Manizales su consultorio privado.

### Inicios en la política

Alzate se identificó con la ideología y el aspecto físico del dictador Benito Mussolini.

Luego de la caída de la "Hegemonía conservadora", se produjo una honda división dentro del Partido, de la que surgió una especie de regeneración, liderada por las juventudes, entre las cuales se encontraba Alzate, la cual cuestionó duramente a los viejos líderes de la colectividad que la habían conducido a la hecatombe, los denominados "Centenaristas".
En esta época Laureano Gómez, a sus 42 años, asumió las riendas del conservatismo, mientras Alzate se convirtió en secretario del partido, sin embargo sólo estuvo allí 6 meses , a raíz de sus roces personales como Gómez, puesto que se enemistó con su radicalismo y su famosa "disciplina para perros".
Ante ese panorama, Alzate se retiró del partido en 1937. Gracias a su oratoria y la influencia que ejercía en los jóvenes caldenses, fundó la Acción Nacionalista Popular, partido político disidente del conservatismo. Su popularidad como líder regional también le permitió llegar a ser diputado de la Asamblea de Caldas. 
Desde ese partido, Alzate comenzó a impulsar la candidatura presidencial del joven ingeniero Mariano Ospina Pérez, en 1938. Para su infortunio, los gobiernos liberales de Olaya y López Pumarejo acertaron a tal punto que la elección del periodista Eduardo Santos fue sencilla, además de la negativa de Gómez de presentar candidato conservador por la falta de garantías que alegaba.
Alzate vio como poco a poco su proyecto disidente nacionalista se desmoronó, pues sus miembros se reintegraron lentamente al conservatismo, por el fracaso electoral en las elecciones regionales. Ante ese panorama, decidió dedicarse de lleno al ejercicio de su profesión como abogado. Alzate haría lo propio en 1944.
En 1946, junto con Laureano Gómez incitó a sus seguidores a replicar la Noche de los cristales rotos en la carrera Séptima de Bogotá. Esa iniciativa de corte antisemita no prosperó. Adicionalmente los conservadores recuperaron el ejecutivo con la victoria de Ospina Pérez, tras un tercer y definitivo intento de ganar las elecciones. El 27 de noviembre de 1949, el candidato conservador, Laureano Gómez Castro ganó la presidencia, luego de la retirada de la contienda del expresidente Darío Echandía.

### Constituyente de Colombia (1950-1953)
Alzate fue elegido director del Partido Conservador y miembro de la Asamblea Constituyente que sustituyó al Congreso, por ese partido en 1950, gracias al apoyo de sus antiguos pupilos nacionalistas, y le correspondió ser presidente de la corporación entre 1951 y 1952, gracias a las mayorías que tenía. Esto coincidió con la licencia por enfermedad que solicitó Laureano, luego de sufrir un infarto en noviembre de 1951, luego de un viaje por el Río Magdalena.
Alzate era el gran favorito para ser elegido designado presidencial, cargo que ocupaba desde 1950 el expresidente Eduardo Santos, y Alzate recibió el beneplácito del también constituyente Álvaro Gómez Hurtado, por lo que el partido, en un principio, había optado por Alzate como sucesor de Laureano, ya que su licencia se prolongó más de lo esperado.
Sorpresivamente Alzate decidió declinar la postulación. Por su parte, el abogado Guillermo León Valencia impulsó su candidatura, pero el partido se volcó en apoyo al ministro de gobierno, Roberto Urdaneta Arbeláez, quien finalmente obtuvo la designación. Según el historiador Mariano Ospina Peña, otro de los hijos del presidente Laureano, Enrique Gómez Hurtado, fue el encargado de cambiar la votación en favor de Urdaneta, para evitar que la victoria cantada de Alzate perjudicara la continuidad del proyecto laureanista.

### Golpe de Estado de 1953
La crisis resultante de la designación de Urdaneta, el clima violento en que vivía el país, y el interés del expresidente Ospina por un segundo mandato presidencial llevó a Alzate a pactar con el expresidente una salida militar de Laureano Gómez del poder, puesto que incluso el propio Alzate había sido víctima de los ataques verbales del presidente Gómez. En abril, por ejemplo, Alzate y Ospina se reunieron con altos mandos militares en una hacienda de propiedad del expresidente, donde invitaron al general y pariente del expresidente, Mariano Ospina Rodríguez, a que se tomara el poder, pero éste se negó. Desde ese momento, los conjurados buscaron a otro oficial que quisiera asumir la responsabilidad.
El 13 de junio de 1953, Gómez regresó sorpresivamente al palacio presidencial, luego de varios meses de convalecencia, con la intención de retomar el cargo. Gómez, nuevamente presidente, destituyó al agregado militar en Washington y Comandante de las Fuerzas Militares, el General Gustavo Rojas Pinilla, pues sospechaba de un golpe de Estado encabezado por el. Luego de varias horas Gustavo Rojas Pinilla tomó el poder y expulsó a Gómez y su familia de Colombia. Ya que ni Urdaneta ni Ospina accedieron a tomar el cargo, el General Rojas Pinilla lo tomó para sí mismo y se consolidó como presidente de facto. 

### Embajador en España

El alzatismo adoptó como su símbolo la falange franquista

El general Rojas Pinilla lo nombró embajador ante España, lo que para Alzate fue una realización personal y política trabajar de la mano de Francisco Franco, quien aceptó sus credenciales como enviado diplomático en 1954. En varias ocasiones Alzate tuvo que responder a la paradoja de considerarse exiliado político de un gobierno que representa.
Durante su estancia en España, se hizo amigo del escritor Pío Baroja, quien le condecoró en su calidad de delegado del gobierno militar de Rojas Pinilla. Así mismo Franco lo condecoró con la Gran Cruz de la Orden de Isabel la Católica, por los servicios que prestó a España durante su estancia en la embajada en Madrid. Por esos días, Gómez (quien estaba exiliado en España), se reunió con el expresidente liberal Alberto Lleras Camargo, para pactar la creación de un sistema de alternación entre los partidos tradicionales, conocido como Frente Nacional.

### Últimos añosː El Frente Nacional
Terminada la dictadura, Alzate regresó a Colombia, donde participó del Comité Paritario que creó la Junta Militar que reemplazó al General Rojas, para reestructurar las instituciones y lograr el regreso de la democracia colombiana.
Posteriormente se declaró opositor del sistema del Frente Nacional por la injerencia de Laureano Gómez en las decisiones gubernamentales, y porque consideraba a éste sistema clientelista y corrupto. De hecho, Alzate hizo campaña en contra del plebiscito de 1957, con el cual se pretendía convocar a elecciones presidenciales para 1958 y regularizar el Frente Nacional.
A pesar de esto, Alzate se adhirió al gobierno de Lleras Camargo; fue elegido senador gracias al apoyo del expresidente Ospina, en 1958, y desde allí se convirtió en un aliado importante del gobierno liberal. Esa cercanía de Alzate a Lleras y el liberalismo, paradójicamente, fue vista con malos ojos por los conservadores radicales, a tal punto que el laureanismo atacó Alzate en el Congreso, acusándolo de ser cómplice del golpe de 1953.
Gilberto Alzate Avendaño murió en la clínica Marly de Bogotá debido a un absceso hepático el 26 de noviembre de 1960. Su muerte prematura truncó sus ambiciones de candidatearse a las elecciones presidenciales de 1962. Fue enterrado en el Cementerio Central de Bogotá, donde permanecen sus restos hasta la fecha.

## Genealogía
Gilberto Alzate Avendaño era hijo del militar colombiano Marco Antonio Alzate Salazar y de Noemí Avendaño Montoya, siendo el menor de cinco hermanosː Hernán, Marcos, Aura y Andrés Alzate Avendaño. Su hermano Marcos fue ministro de fomento durante la presidencia de Guillermo León Valencia.

### Matrimonio y descendencia
Alzate se casó el 30 de agosto de 1944 con la colombiana de ascendencia italiana, Yolanda Ronga Santamaría, con quien tuvo tres hijosː Ana María, Liliana y Gilberto Mauricio Alzate Ronga.
Su hija Liliana contrajo matrimonio con el político conservador Fernando Sanclemente Molina, sobrino tataranieto del expresidente Manuel Antonio Sanclemente, y sobrino tercero del exministro Manuel María Sanclemente Cabal, por lo que también es pariente lejano de la periodista Vanessa de la Torre Sanclemente, y de María Fernanda Cabal. Del matrimonio de su hija Liliana con Fernando Sanclemente es hijo el exdiplomático Fernando Sanclemente Alzate. Por su parte, su hija Ana María era cuñada de Fernando Sanclemente, pues se casó con su hermano Julio.

## Ideología

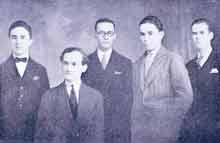
Los Leopardos

Su corriente de pensamiento mezclaba el catolicismo, el nacionalismo, el populismo y el falangismo y se le llamó alzatismo. A pesar de esto, Alzate y Ospina seguía siendo aliados importantes, y juntos se unieron en contra de Laureano Gómez, lo que desencadenó en un golpe de Estado en 1953. El ospinismo y el alzatismo se convirtieron así en las fuerzas conservadoras predominantes en contraposición con el laureanismo, que luego se llamó alvarismo (por el hijo de Gómez, Álvaro Gómez Hurtado).
También incluyó elementos del falangismo, el fascismo, el nazismo, el antisemitismo, y el bolivarianismo, todas ellas aprendidas por el ya sea por su experiencia personal (por ejemplo su embajada ante la España franquista) o por sus convicciones políticas. En sus Obras Selectas escribió sobre su interpretación del ideario de Simón Bolívarː

"Las dimensiones de la empresa bolivariana se proyectan hacia la humanidad concreta y nunca consisten en afirmar fórmulas y recetas patentadas de la farmacopea internacional".

Desde el periódico La Patria montó su "Movimiento Nacional" o "Movimiento Nacional Derechista" inspirado en el pensamiento de Bolívar y en algunas encíclicas católicas. Alzate (que también fue conocido como el "Nuevo Leopardo") y los Leopardos, entre los cuales se encontraba Silvio Villegas, se unieron para promover la campaña presidencial del candidato conservador Mariano Ospina Pérez. Sin embargo, pronto sus ideales cambiaron y se declaró disidente del conservatismo.
Era un hombre elocuente y un magnífico orador. Se recuerda su último debate en el Congreso como una faena política de 3 horas donde se defendió de sus contradictores laureanistas. Alzate siempre lucía su cabeza rapada y era fumador. Su aspecto permitió que caricaturistas de la época lo retrataran como una versión criolla del dictador Benito Mussolini.

## Homenajes

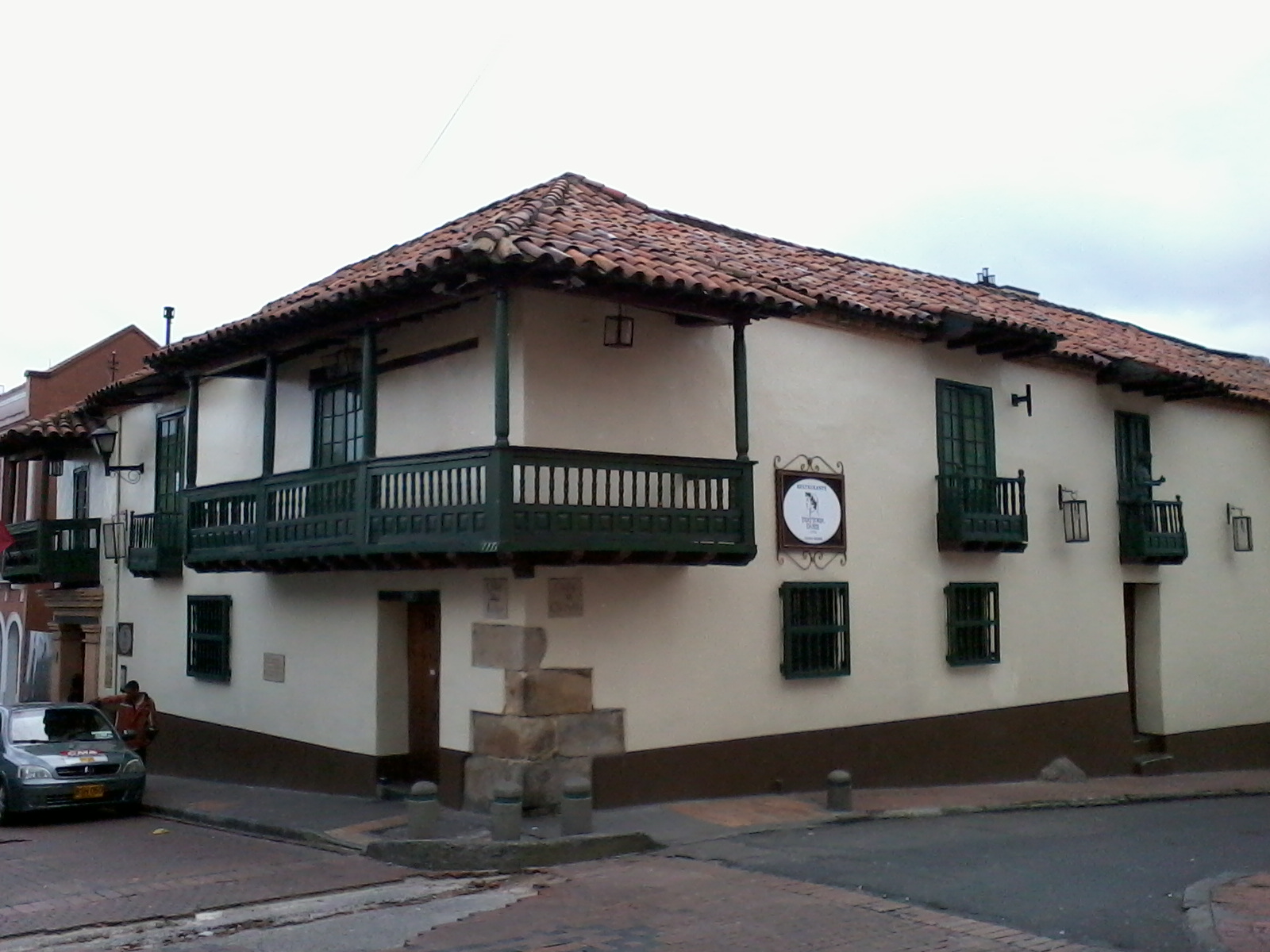
Fundación Gilberto Alzate Avendaño en Bogotá.

Para honrar la vida y obra de Gilberto Alzate se creó la Fundación Gilberto Alzate Avendaño (FUGA), adscrita al Ministerio de Cultura de Colombia, que a pesar de llevar su nombre no está dedicada a la política, sino al patrocinio de artes plásticas, cine independiente y música experimental en Bogotá.
En el municipio de El Pital, centro del departamento del Huila, se construyó el parque central, el cual lleva por nombre Gilberto Alzate Avendaño. Así mismo se construyó la avenida Gilberto Alzate Avendaño en Manizales. En Villavicencio (Meta) se inauguró el Colegio Departamental Gilberto Alzate Avendaño en 1992. En Medellín se construyó un colegio que lleva su nombre, y en cuya inauguración estuvo presente el presidente Alberto Lleras Camargo, en 1962.
En su natal Manizales también se erigió un busto en su honor, que fue derribado y vandalizado el 1 de mayo de 2021, durante las manifestaciones del Paro Nacional del 2021, ya que los manifestantes lo vieron como un símbolo del fascismo y el totalitarismo. La imagen quedó expuesta en la vía pública de la ciudad.
El 11 de marzo de 1971 el Banco de la República emitió una serie de 400.000 ejemplares de un sello postal en honor a Alzate. El sello valía 1 peso colombiano de la época, y mostraba a Alzate dando un discurso en medio de una multitud.

## Obras
- África habla (1934)
- El redescubrimiento del Libertador (1938)
- La revolución a la derecha (1946)
- Incompatibilidades (1953)
- Doctrina social-católica y pensamiento bolivariano (1953)
- La mujer entra en escena (1954)
- La función de la inteligencia (1954)
- El centenario de Suárez (1955).